# Antonio Caggiano
Antonio Caggiano (Coronda, 30 de janeiro de 1889 — Buenos Aires, 23 de outubro de 1979) foi um cardeal católico argentino, bispo de Rosário e depois arcebispo de Buenos Aires.

## Vida
Antonio Caggiano recebeu sua formação filosófica e teológica no seminário de Santa Fé. Ele recebeu o sacramento da Ordem Sagrada em 23 de março de 1912 e depois trabalhou por vários meses como pastor paroquial. De 1913 a 1931 foi professor na formação dos sacerdotes da diocese de Santa Fe e como pastor da Ação Católica.
Nos anos de 1933 e 1934 Antonio Caggiano exerceu as funções de vigário geral no Ordinariato Militar.
Em 13 de setembro de 1934, o Papa Pio XI nomeou-o Bispo de Rosario. Recebeu a ordenação episcopal em 17 de março de 1935 pelo arcebispo Filippo Cortesi, o núncio apostólico na Argentina.
Em 18 de fevereiro de 1946, o papa Pio XII o elevou a cardeal-presbítero com a igreja titular de San Lorenzo em Panisperna no Colégio de Cardeais. Em 1955 participou da primeira conferência geral dos bispos latino-americanos no Rio de Janeiro. Após a morte de Pio XII, o Cardeal Caggiano participou do Conclave de 1958 que elegeu o Papa João XXIII. Foi nomeado em 15 de agosto de 1959 Arcebispo de Buenos Aires. Ao mesmo tempo, foi nomeado bispo militar da Argentina e bispo dos fiéis bizantinos na Argentina. A inauguração em Buenos Aires ocorreu em 25 de outubro do mesmo ano.
Antonio Caggiano participou no Concílio Vaticano II de 1962 a 1965 e no Conclave de 1963. Ele representou o papa em várias celebrações como legado papal.
Em 21 de abril de 1975, o papa Paulo VI aceita a sua renúncia como Arcebispo de Buenos Aires e Ordinário para os crentes bizantinos. Em 7 de julho do mesmo ano foi aceite a sua renúncia como bispo militar.
Desde então pelo Motu proprio Romano Pontifici Eligendo de Paulo VI, todos os cardeais com 80 anos ou mais perderam o direito de votar em um conclave, mas também não participaram dos dois conclaves de 1978. Em 17 de dezembro de 1978, ele foi o protocardeal-presbítero. Antonio Caggiano morreu em 23 de outubro de 1979 em Buenos Aires e foi sepultado na catedral local.

## Pronunciações
Em 23 de dezembro de 1960, Antonio Caggiano expressou no jornal argentino La Razón a sua opinião sobre os acontecimentos do julgamento de Adolf Eichmann, que viveu vários anos sob identidade falsa na Argentina: "É do nosso país buscar perdão e esquecimento. Não importa o que seu nome é, Ricardo Klement [nome de código Eichmann] ou Adolf Eichmann, o nosso dever cristão é a perdoá-lo pelo que ele fez. "  